# Магдебургские анналы
Магдебургские анналы (лат.Annales Magdeburgenses) — всемирная хроника, составленная, вероятно в монастыре Берген под Магдебургом. Сохранились в рукописи XII в. Охватывают период с 1 по 1188 год. Описывают главным образом события истории Священной Римской империи и соседних стран. Содержат ряд уникальных сведений по истории Древней Руси. В старину носили также название «Саксонского хронографа» (Chronographus Saxo). 

## Издания
- Annales Magdeburgenses // MGH, SS. Bd. XVI. Hannover. 1859, p. 105—196[4].

## Переводы на русский язык
- Магдебургские анналы — перевод М. Б. Свердлова имеющих отношение к Руси фрагментов «Магдебургских анналов» на сайте Восточная литература

- Магдебургские анналы (990—1014 гг.) в переводе И. М. Дьяконова на сайте Восточная литература

- Магдебургские анналы (1015—1056 гг.) в переводе И. М. Дьяконова на сайте Восточная литература

- Магдебургские анналы (1057—1104 гг.) в переводе И. М. Дьяконова на сайте Восточная литература